# Verona Porta Nuova
Verona Porta Nuova (włoski: Stazione di Verona Porta Nuova) – stacja kolejowa w Weronie, w regionie Wenecja Euganejska, we Włoszech. Znajduje się tu 5 peronów.